# Bewegt euch
Bewegt euch è un album del gruppo hardcore punk tedesco Freibeuter AG, pubblicato nel 2007 dalla Nix-Gut Records. Con l'autorizzazione dell'etichetta discografica, il disco è stato successivamente pubblicato sotto licenza libera Creative Commons by-nc-sa.

## Tracce
1. Freies Land – 2:16
2. Bewegt Euch – 2:39
3. Libertalia – 3:48
4. Arbeitsamt – 2:55
5. Pflasterstein – 1:43
6. Polizei-Paranoia – 2:31
7. Krieg – 2:51
8. Lebensluege – 2:13
9. Erziehung unter Zwang – 2:44
10. Ueberwachungsstaat – 2:41
11. Buerger Eins – 2:06
12. Realitaet – 2:28
13. TV-Terror – 2:35
14. Zeichen – 2:51
15. Atomschlag + Libertalia Akustik – 8:54

## Formazione
- Matze - voce
- Jörg - chitarra
- Michi - chitarra
- Floh - basso
- Benni - batteria